# コルバラ郡

コルバラ郡
Колубарски округ
Kolubarski okrug

コルバラ郡（コルバラぐん、セルビア語:Колубарски округ / Kolubarski okrug）は、セルビア西部の郡。中心地はヴァリェヴォ。郡名は中心地ヴァリェヴォを通るコルバラ川に由来する。後述する基礎自治体名のうちウブとリグも、コルバラ川の支流の名前に由来している。2002年の国勢調査による人口は192,204人である。

## 基礎自治体
郡には6つの基礎自治体がある。
- オセチナ（Osečina）
- ウブ（Ub）
- ライコヴァツ（Lajkovac）
- ヴァリェヴォ（Valjevo）
- ミオニツァ（Mionica）
- リグ（Ljig）

## 人口
2002年の国勢調査による民族別の人口構成は次の通りである。
- セルビア人 = 186,177人
- ロマ = 2,577
- その他 = 11,806人

## 文化
ヴァリェヴォには、歴史的・文化的遺産のうち特筆すべきものとしては、ムセリモヴ・コナク（Муселимов конак / Muselimov Konak）（13世紀に建てられた、ヴァリェヴォで最も古いムスリムの為のトルコ風建築物）、ネナノヴィチの塔（Кула Ненадовића / Kula Nenadovića、1813年にヤコヴ・ネナノヴィチ公によって建てられた塔）などがある。

## 経済
コルバラ郡の主要な産業は金属工業と農業（梅、ラズベリー、ブラックベリー）と、食品産業である。
郡内のウブなどには埋蔵量の豊富な石炭（褐炭）の炭田があり、大規模な露天掘り採掘が行われている。